# Industrias Kaiser Argentina
Industrias Kaiser Argentina S.A., более известная под аббревиатурой IKA — бывший аргентинский автопроизводитель, действовавший в стране с середины 1950-х до начала 1980-х годов. На самом деле это был один из филиалов американской фирмы Генри Джона Кайзера и Джозефа Вашингтона Фрейзера, которые основали в США Kaiser-Frazer Corp., и, которые решили обосноваться в Аргентине, из-за давления, которое оказывала на них так называемая Большая детройтская тройка.
Найдя в Аргентине идеальное место для возобновления своей деятельности, впоследствии, компания была национализирована при аргентинском президенте Хуане Доминго Пероне, став частью альянса IAME(Авиационная и механическая промышленность государства), дав начало Industrias Kaiser Argentina(IKA).

## История
В 1943 году американский предприниматель Генри Джон Кайзер, после окончания Второй мировой войны, выразил своё намерение производить автомобили. Он разделил свою идею с Джозефом Вашингтоном Фрэйзером, что дало окончательное название компании, получившей название Kaiser-Frazer Corp. Первые модели автомобилей компании начали продаваться в 1946 году и носили имена своих основателей.
Компания была достаточно маленькой, чтобы конкурировать с Большой детройтской тройкой, и, через некоторое время трудности заставили оставить производство Фрэйзера. Несмотря на это, в 1953 году Кайзер Willys Overland Motors Inc., который производил малолитражные Jeep и автомобили Willys Aero, Ace и Lara. Предприятие было переименовано в Kaiser Motors Corp. Идеей Кайзера было расширение своей компании в другую страну, с менее развитой экономикой, поэтому, в 1954 году он решился обосноваться в Аргентине. Предложение было сделано аргентинскому правительству и представляло собой
государственно-частное предприятие в составе государственной компании IAME, Kaiser-Motors Corp. и ряда аргентинских акционеров, которые участвовали в покупке акций общей стоимостью 160 000 000 песо. Государство также выдавало новому предприятию кредиты на сумму 200 000 000 песо и разрешение на импорт автомобилей ещё на 40 000 000.
План был одобрен аргентинским правительством и 18 января 1955 года оно подписало соответствующее соглашение, принятое несколько недель спустя, так появилась Industrias Kaiser Argentina S.A. Спустя 2 месяца, в провинции Кордова на площади в 200 гектар, в городе Санта-Изабель начинается строительство завода, где было установлено оборудования общим весом в 9 000 тонн, которое было привезено из Соединённых Штатов.
В 1954 году, были импортированы первые партии Kaiser Manhattan, модель, которая легла в основу первого аргентинского автомобиля — Kaiser Carabela. Несколько лет спустя началось производство моделей IKA Jeep, IKA Estanciera и автомобиля Bergantín, который был призван расширить гамму моделей.